# 马蒂兰·纳戈
马蒂兰·纳戈（英語：Mathurin Coffi Nago），是一名贝宁政治人物，他在2007年至2015年担任贝宁国民议会议长。他曾任贝宁国民大会主席，并在2006年至2007年担任高等教育和职业教育部部长。

## 政治生涯
他担任民主和民族团结联盟成员，并参加1995年贝宁议会选举，后担任国家议员任期至1999年。随后他担任贝宁农业科学院教授。2006年4月，担任高等教育和职业教育部部长，并参加亚伊·博尼的第一届政府。他随后参加2007年贝宁议会选举，或获得席位。随后，他在2007年5月3日，以45票对34票，超过布律诺·阿穆苏，当选贝宁国民议会议长。随后纳戈辞去政府职位，担任议会议长。
2011年贝宁议会选举中，他以贝宁崛起贝壳力量党员身份再次竞选，并在2011年5月21日连任议长，获得60票支持、2票反对、2票弃权。
2015年2月，他因卷入宪法修正案的争议，被迫退出贝宁崛起贝壳力量，并加入贝宁联合民主力量，计划竞选2015年4月的贝宁议会选举。